# Neurofilamenta

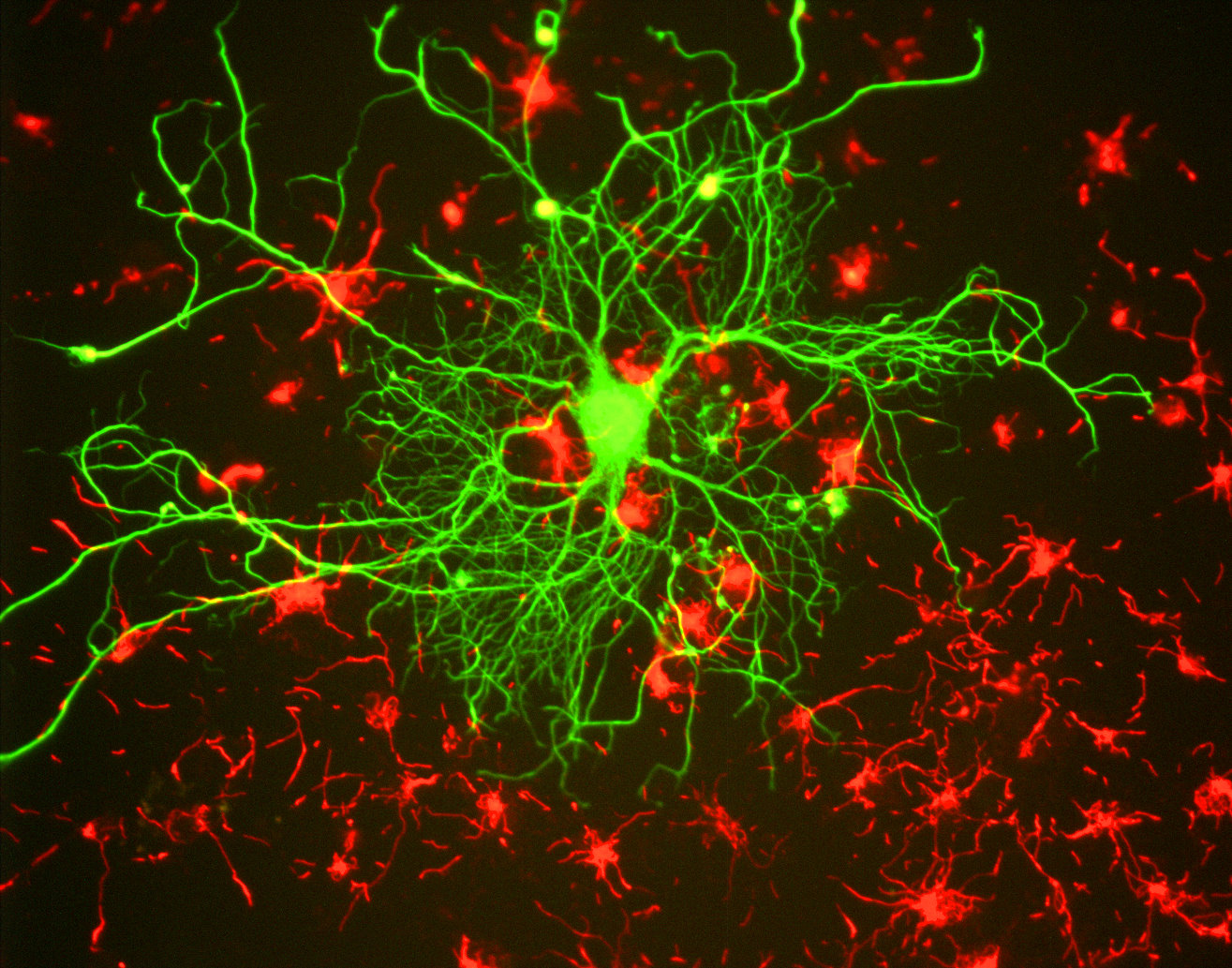
Mozkový neuron potkana s neurofilamenty NF-L (červená barva barví alpha-internexin) v kultuře kmenových buněk

Neurofilamenta jsou vláknité bílkovinné struktury v cytoplazmě neuronů o velikosti cca 10 nm nebo intermediárního filamenta. Jejich svazek tvoří neurofibrilu. Neurofilamenta tvoří největší složku cytoskeletu. Bílkovinou strukturu lze rozdělit do pěti skupin:
| I. skupina   | keratin                            |
| II. skupina  | keratin                            |
| III. skupina | vimentin, desmin, peripherin, GFAP |
| IV. skupina  | alpha-internexin, nestin           |
| V. skupina   | jaderná lamina                     |